# Šaštín-Stráže
Šaštín - Stráže es un municipio del distrito de Senica en la región de Trnava, Eslovaquia, con una población estimada a final del año 2024 de 4851 habitantes.
Se encuentra ubicado al norte de la región, en los pequeños Cárpatos y cerca del río Váh (cuenca hidrográfica del Danubio) y de la frontera con la República Checa.

## Demografía
| Año        | 1994 | 2004    | 2014    | 2024    |
| ---------- | ---- | ------- | ------- | ------- |
| Población  | 4824 | 5039    | 5140    | 4851    |
| Diferencia |      | +4,45 % | +2,00 % | −5,62 % |

| Año        | 2023 | 2024    |
| ---------- | ---- | ------- |
| Población  | 4883 | 4851    |
| Diferencia |      | −0,65 % |